# Alcanzando tu sueño
Alcanzando tu sueño —título original; Teen Spirit— es una película estadounidense-británica de drama musical, es el debut como director de Max Minghella. La película es protagonizada por Elle Fanning, Rebecca Hall y Zlatko Burić. 
Tuvo su estreno mundial en el Festival Internacional de Cine de Toronto el 7 de septiembre de 2018. Fue estrenada el 12 de abril de 2019 por Bleecker Street y LD Entertainment.

## Sinopsis
Violet, una joven tímida que vive en una pequeña ciudad inglesa, sueña con el estrellato del pop como un escape de su entorno sombrío y su destrozada vida familiar. Con la ayuda de un mentor improbable, Violet participa en un concurso internacional de canto que pondrá a prueba su integridad, talento y ambición.

## Reparto
- Elle Fanning como Violet Valenski.
- Zlatko Burić como Vlad.
- Rebecca Hall como Jules.
- Agnieszka Grochowska como Marla.
- Clara Rugaard como Roxy.
- Millie Brady como Anastasia.
- Olive Gray como Lisa.
- Ruairi O'Connor como Keyan Spears.
- Archie Madekwe como Luke.
- Jordan Stephens como Rollo.
- Ursula Holliday como Louise.
- Rizha  como Angel X.

## Producción
El 30 de enero de 2017, se reveló que el actor Max Minghella haría su debut como director con Teen Spirit a partir de un guion que él mismo escribió.También se reveló que la película se lanzaría a los compradores en el European Film Market de Berlín el mes siguiente. El 10 de febrero de 2017, se anunció que Elle Fanning protagonizaría la película, que en ese momento estaba en preproducción y se estaba vendiendo a compradores internacionales en el European Film Market. El 11 de julio de 2017, se anunció que la producción principal de Teen Spirit había comenzado en Londres, Inglaterra, con el resto del elenco confirmado también.
En septiembre de 2018, se lanzó un teaser tráiler, que reveló que Rebecca Hall se había unido al elenco. Además, se anunció que la película contaría con actuaciones y música escrita por Robyn, Ellie Goulding, Ariana Grande, Katy Perry, Tegan and Sara, Annie Lennox, Orbital, Alice Deejay, The Undertones, Major Lazer, Grimes, Whigfield y Sigrid, y la canción original "Wildflowers" escrita por Carly Rae Jepsen y producida por Jack Antonoff.

## Estreno
Teen Spirit tuvo su estreno mundial en el Festival Internacional de Cine de Toronto el 7 de septiembre de 2018. Poco después, Lionsgate y LD Entertainment adquirieron los derechos de distribución en Reino Unido y Estados Unidos, respectivamente. Bleecker Street co-distribuirá la película con LD Entertainment. Fue estrenada en Estados Unidos el 12 de abril de 2019.